# Рослина неофіцинальна
Росли́на неофіцина́льна — рослина, сировина якої не дозволена для виробництва лікарських засобів в країні.
Дозволені види лікарської рослинної сировини вказані в Державному реєстрі лікарських засобів України та називаються офіцинальні.